# Copa Mundial de Fútbol Playa FIFA 2024
La Copa Mundial de Fútbol Playa de FIFA de 2024 fue la 12.ª edición del torneo de selecciones masculinas de fútbol playa. Se realizó del 15 al 25 de febrero de 2024 en Dubái, Emiratos Árabes Unidos.
Inicialmente se iba a llamar Copa Mundial de Fútbol Playa FIFA 2023 en el Taller de Fútbol Playa de la FIFA de noviembre de 2017, se anunció que la Copa Mundial seguiría celebrándose cada dos años en los años impares durante el período 2018-2024.
El campeón de la edición anterior, la selección de Rusia, no defendió su título debido a que se encuentra suspendido de la competición por la Invasión de Ucrania, pero de hecho pudo en medio de un "De facto".

## Candidaturas oficiales
Tres países enviaron formalmente su candidatura a la FIFA y fueron aprobadas para un proceso de selección. Emiratos Árabes Unidos fue elegido como anfitrión el 16 de diciembre de 2022.
- Baréin
- Emiratos Árabes Unidos
- Seychelles

### Candidaturas descartadas
Los siguientes países enviaron su solicitud de interés a la FIFA en 2021, pero no reunieron los requisitos finales o no se presentaron formalmente a la candidatura final.
- Colombia
- Tailandia

## Equipos participantes
En cursiva los equipos debutantes
| Clasificatorias | Clasificatorias | Clasificatorias | Clasificatorias | Clasificatorias | Clasificatorias |
| --------------- | --------------- | --------------- | --------------- | --------------- | --------------- |
| AFC             | CAF             | Concacaf        | Conmebol        | UEFA            | OFC             |

| Equipos participantes | Equipos participantes  | Equipos participantes | Equipos participantes |
| --------------------- | ---------------------- | --------------------- | --------------------- |
| Argentina             | Egipto                 | Irán                  | Omán                  |
| Bielorrusia           | Emiratos Árabes Unidos | Italia                | Portugal              |
| Brasil                | España                 | Japón                 | Senegal               |
| Colombia              | Estados Unidos         | México                | Tahití                |

## Sede
| Estadio del Design District |
| Coordenadas                 |
| Capacidad: 3 500            |

## Sorteo
El sorteo se realizó el 6 de octubre de 2023 a las 18:30 (UTC+4), en la Biblioteca Mohammed Bin Rashid en Dubái. Los países de la misma confederación no se agruparon en el mismo grupo.
La distribución de los bombos fue la siguiente:
| Bombo 1 | Bombo 2                                      | Bombo 3                                                   | Bombo 4                                              |
| --- | -------------------------------------------- | --------------------------------------------------------- | ---------------------------------------------------- |
| Emiratos Árabes Unidos (anfitrión, asignado al Grupo A) (10) Brasil (mejor clasificado, asignado al Grupo D) (1) Tahití (18) Japón (6) | Italia (9) Senegal (7) Portugal (2) Irán (8) | España (4) Omán (17) Estados Unidos (13) Bielorrusia (22) | Argentina (14) México (21) Colombia (11) Egipto (24) |

## Fase de grupos
- Los horarios corresponden a la hora de Dubái (UTC+4)

### Grupo A
| Equipo                 | Pts | PJ | PG | Empate (GTE) | Empate (GP) | Perder | GF | GC | Dif |
| ---------------------- | --- | -- | -- | ------------ | ----------- | ------ | -- | -- | --- |
| Italia                 | 6   | 3  | 2  | 0            | 0           | 1      | 9  | 3  | +6  |
| Emiratos Árabes Unidos | 6   | 3  | 1  | 1            | 1           | 0      | 5  | 3  | +2  |
| Egipto                 | 2   | 3  | 0  | 1            | 0           | 2      | 8  | 12 | -4  |
| Estados Unidos         | 0   | 3  | 0  | 0            | 0           | 3      | 7  | 11 | -4  |

| 15 de febrero de 2024 | Estados Unidos       | 1:3     | Italia                                                                | Estadio del Design District, Dubái                    |                                                       |
| 15:30                 | - Conner Rezende 11' | Reporte | - Josep Junior Gentilin 2' - Emmanuele Zurlo 12' - Marco Giordani 20' | Asistencia: 711 espectadores Árbitro(s): Mariano Romo | Asistencia: 711 espectadores Árbitro(s): Mariano Romo |

| 15 de febrero de 2024 | Emiratos Árabes Unidos               | 2:1     | Egipto             | Estadio del Design District, Dubái                    |                                                       |
| 19:30                 | - Waleed Beshr 8' - Ali Mohammad 15' | Reporte | - Hossam Paulo 32' | Asistencia: 2253 espectadores Árbitro(s): Jorge Gómez | Asistencia: 2253 espectadores Árbitro(s): Jorge Gómez |

| 17 de febrero de 2024 | Italia | 6:2     | Egipto                   | Estadio del Design District, Dubái                        |                                                           |
| 15:30                 | - Fabio Sciacca 8' - Luca Bertacca 12' - Alessandro Miceli 15' - Josep Junior Gentilin 21' - Tommasso Fazzini 25' - Marco Giordani 35' | Reporte | - Moustafa Sasa 11', 17' | Asistencia: 2465 espectadores Árbitro(s): Aecio Fernández | Asistencia: 2465 espectadores Árbitro(s): Aecio Fernández |

| 17 de febrero de 2024 | Emiratos Árabes Unidos                                         | 3:2 (t. s.)(1:0 t. s.) | Estados Unidos                                 | Estadio del Design District, Dubái                         |                                                            |
| 19:30                 | - Rashed Eid 16' - Abdulla Abbas 24' - Ali Mohammad 39' (t.s.) | Reporte                | - Christopher Toth 27' - Alessandro Canale 36' | Asistencia: 3127 espectadores Árbitro(s): Vladimir Tashkov | Asistencia: 3127 espectadores Árbitro(s): Vladimir Tashkov |

| 19 de febrero de 2024 | Egipto                                                                                | 5:4 (t. s.)(1:0 t. s.) | Estados Unidos                                                       | Estadio del Design District, Dubái                          |                                                             |
| 15:30                 | - Hossam Paulo 10', 11', 30' - Ahmed Elshahat 33' (pen.) - Elhusseini Taha 38' (t.s.) | Reporte                | - Alessandro Canale 10', 16' - Austin Collier 16' - Andres Navas 24' | Asistencia: 749 espectadores Árbitro(s): Eduards Borisēvičs | Asistencia: 749 espectadores Árbitro(s): Eduards Borisēvičs |

| 19 de febrero de 2024 | Italia                                                                     | 0:0 (t. s.)(0:0 t. s.)(1:3 p.) | Emiratos Árabes Unidos                       | Estadio del Design District, Dubái                    |                                                       |
| 19:30                 |                                                                            | Reporte                        |                                              | Asistencia: 3305 espectadores Árbitro(s): Said Hachim | Asistencia: 3305 espectadores Árbitro(s): Said Hachim |
|                       |                                                                            | Tiros desde el punto penal     |                                              |                                                       |                                                       |
|                       | - Luca Bertacca - Marco Giordani - Tommaso Fazzini - Josep Junior Gentilin |                                | - Haitham Mohamed - Kamal Ali - Waleed Beshr |                                                       |                                                       |

### Grupo B
| Equipo    | Pts | PJ | PG | PG+ | PG++ | PP | GF | GC | Dif |
| --------- | --- | -- | -- | --- | ---- | -- | -- | -- | --- |
| Irán      | 7   | 3  | 2  | 0   | 1    | 0  | 17 | 12 | +5  |
| Tahití    | 6   | 3  | 2  | 0   | 0    | 1  | 12 | 11 | +1  |
| Argentina | 3   | 3  | 1  | 0   | 0    | 2  | 11 | 14 | -3  |
| España    | 0   | 3  | 0  | 0   | 0    | 3  | 13 | 16 | -3  |

| 15 de febrero de 2024 | Tahití                                                                         | 4:3     | Argentina                                   | Estadio del Design District, Dubái                       |                                                          |
| 17:00                 | - Heirauarii Salem 13', 31' - Raimana Li Fung Kuee 21' - Roonui Tiniraurii 30' | Reporte | - Lucas Ponzetti 2', 32' - Manuel Pomar 34' | Asistencia: 813 espectadores Árbitro(s): Vitalij Gomolko | Asistencia: 813 espectadores Árbitro(s): Vitalij Gomolko |

| 15 de febrero de 2024 | España                                                                          | 6:6 (t. s.)(1:1 t. s.)(1:3 p.) | Irán                                                                                       | Estadio del Design District, Dubái                          |                                                             |
| 21:00                 | - David Ardil 1', 10' - Chiky Ardil 7', 39' (t.s.) - Kuman 18' - José Arias 20' | Reporte                        | - Moslem Mesigar 12' - Mohammad Mokhtari 15', 22', 31' (pen.), 35' - Reza Amiri 37' (t.s.) | Asistencia: 3006 espectadores Árbitro(s): Jelili Ogunmuyiwa | Asistencia: 3006 espectadores Árbitro(s): Jelili Ogunmuyiwa |
|                       |                                                                                 | Tiros desde el punto penal     |                                                                                            |                                                             |                                                             |
|                       | Antonio · Chiky Ardil · José Arias · Pedro                                      |                                | Mohammad Mokhtari · Ali Mirshekari · Movahed Mohammadpour · Amir Akbari                    |                                                             |                                                             |

| 17 de febrero de 2024 | España                                          | 3:5     | Tahití                                                                                      | Estadio del Design District, Dubái                        |                                                           |
| 17:00                 | - José Arias 3' - Soleiman Batis 10' - Dona 15' | Reporte | - Heimanu Taiarui 17' - Patrick Tepa 23' - Tearii Labaste 23' - Roonui Tinirauarii 24', 36' | Asistencia: 2622 espectadores Árbitro(s): Mickie Palomino | Asistencia: 2622 espectadores Árbitro(s): Mickie Palomino |

| 17 de febrero de 2024 | Argentina                                 | 3:6     | Irán                                                                                       | Estadio del Design District, Dubái                    |                                                       |
| 21:00                 | - Medero 11', 34' - Holmedilla 18' (pen.) | Reporte | - Mokhtari 4' - Behzadpour 7' - Amiri 11' - Moradi 34' - Mohammadpour 35' - Mirshekari 35' | Asistencia: 3458 espectadores Árbitro(s): Louis Siave | Asistencia: 3458 espectadores Árbitro(s): Louis Siave |

| 19 de febrero de 2024 | Argentina                                                                    | 5:4     | España                                      | Estadio del Design District, Dubái                      |                                                         |
| 17:00                 | - Holmedilla 18' - Rutterschmidt 18' - Ponzetti 29' - Pomar 32' - Medero 35' | Reporte | - J. Arias 19' - Chiky 23', 29' - Kuman 36' | Asistencia: 1066 espectadores Árbitro(s): Yuichi Hatano | Asistencia: 1066 espectadores Árbitro(s): Yuichi Hatano |

| 19 de febrero de 2024 | Irán                                                                    | 5:3     | Tahití                                     | Estadio del Design District, Dubái                      |                                                         |
| 21:00                 | - Behzadpour 24', 31' - Mirjalili 28' - Tehau 32' (a.g.) - Mokhtari 35' | Reporte | - Labaste 14' - Tinirauarii 22' - Tepa 32' | Asistencia: 3458 espectadores Árbitro(s): Sérgio Soares | Asistencia: 3458 espectadores Árbitro(s): Sérgio Soares |

### Grupo C
| Equipo      | Pts | PJ | PG | PG+ | PG++ | PP | GF | GC | Dif |
| ----------- | --- | -- | -- | --- | ---- | -- | -- | -- | --- |
| Bielorrusia | 9   | 3  | 3  | 0   | 0    | 0  | 13 | 6  | +7  |
| Japón       | 6   | 3  | 2  | 0   | 0    | 1  | 10 | 9  | +1  |
| Senegal     | 3   | 3  | 1  | 0   | 0    | 2  | 13 | 15 | -2  |
| Colombia    | 0   | 3  | 0  | 0   | 0    | 3  | 6  | 12 | -6  |

| 16 de febrero de 2024 | Colombia                                        | 2:3     | Japón                                                   | Dubai Design District Stadium, Dubái                      |                                                           |
| 15:30                 | - Esleider De Avila 22' (p) - Julio Pantoja 35' | Reporte | - Takuya Akaguma 2' - Ozu Moreira 19' - Takaaki Oba 26' | Asistencia: 868 espectadores Árbitro(s): Gonzalo Carballo | Asistencia: 868 espectadores Árbitro(s): Gonzalo Carballo |

| 16 de febrero de 2024 | Senegal                                              | 4:6     | Bielorrusia                                                       | Dubai Design District Stadium, Dubái                      |                                                           |
| 19:30                 | - Samb 13' - Man. Diagne 20', 36' - Mendy 33' (pen.) | Reporte | - Hapon 11' (pen.), 16', 31' - Bryshtel 13', 21' - Piatrouski 27' | Asistencia: 1004 espectadores Árbitro(s): Turki al Salehi | Asistencia: 1004 espectadores Árbitro(s): Turki al Salehi |

| 18 de febrero de 2024 | Japón                   | 1:3     | Bielorrusia                              | Dubai Design District Stadium, Dubái                    |                                                         |
| 15:30                 | Kanstantsinau 3' (a.g.) | Reporte | - Bryshtel 5' - Avgustov 20' - Drozd 23' | Asistencia: 1411 espectadores Árbitro(s): Lucas Estevão | Asistencia: 1411 espectadores Árbitro(s): Lucas Estevão |

| 18 de febrero de 2024 | Senegal                                                                | 5:3     | Colombia                            | Dubai Design District Stadium, Dubái                         |                                                              |
| 19:30                 | - Mam. Diagne 14' - Faye 19' - Mendy 29' - Ndoye 31' - Man. Diagne 36' | Reporte | - López 2' - Ossa 8' - De Avila 27' | Asistencia: 2248 espectadores Árbitro(s): Abdulaziz Abdullah | Asistencia: 2248 espectadores Árbitro(s): Abdulaziz Abdullah |

| 20 de febrero de 2024 | Bielorrusia                         | 4:1     | Colombia     | Dubai Design District Stadium, Dubái                     |                                                          |
| 15:30                 | - Ryabko 5' - Bryshtel 8', 18', 32' | Reporte | De Avila 36' | Asistencia: 720 espectadores Árbitro(s): Ibrahim Alreesi | Asistencia: 720 espectadores Árbitro(s): Ibrahim Alreesi |

| 20 de febrero de 2024 | Japón                                                           | 6:4     | Senegal                                       | Dubai Design District Stadium, Dubái                        |                                                             |
| 19:30                 | - Matsuo 16' - Matsuda 26', 32' - Oba 32', 35' (pen.) - Ozu 35' | Reporte | - Diatta 7' - Samb 14', 29' - Mam. Diagne 28' | Asistencia: 2511 espectadores Árbitro(s): Saverio Bottalico | Asistencia: 2511 espectadores Árbitro(s): Saverio Bottalico |

### Grupo D
| Equipo   | Pts | PJ | PG | PG+ | PG++ | PP | GF | GC | Dif |
| -------- | --- | -- | -- | --- | ---- | -- | -- | -- | --- |
| Brasil   | 8   | 3  | 2  | 1   | 0    | 0  | 12 | 8  | +4  |
| Portugal | 6   | 3  | 2  | 0   | 0    | 1  | 13 | 7  | +6  |
| Omán     | 3   | 3  | 1  | 0   | 0    | 2  | 10 | 10 | 0   |
| México   | 0   | 3  | 0  | 0   | 0    | 2  | 7  | 17 | -10 |

| 16 de febrero de 2024 | Portugal                                                                        | 8:2     | México                        | Dubai Design District Stadium, Dubái                       |                                                            |
| 17:00                 | - Léo Martins 1', 9', 14', 32', 32' - Bê Martins 4' - Lourenço 11' - Jordan 12' | Reporte | - Acevedo 26' - Maldonado 33' | Asistencia: 1172 espectadores Árbitro(s): Gonzalo Carballo | Asistencia: 1172 espectadores Árbitro(s): Gonzalo Carballo |

| 16 de febrero de 2024 | Brasil                                                                   | 5:3     | Omán                                             | Dubai Design District Stadium, Dubái                       |                                                            |
| 21:00                 | - Edson Hulk 3' (pen.), 29' - Mauricinho 6' - Catarino 11' - Rodrigo 12' | Reporte | - Al Sauti 2' - Al Fazari 11' - K. Al Oraimi 15' | Asistencia: 2752 espectadores Árbitro(s): Ingilab Mammadov | Asistencia: 2752 espectadores Árbitro(s): Ingilab Mammadov |

| 18 de febrero de 2024 | México                        | 2:5     | Omán                                                                     | Dubai Design District Stadium, Dubái                       |                                                            |
| 17:00                 | - Castillo 12' - Martínez 13' | Reporte | - Al Muraiki 1', 27' - Al Hindasi 17' - Al Araimi 24' - K. Al Oraimi 29' | Asistencia: 1416 espectadores Árbitro(s): Łukasz Ostrowski | Asistencia: 1416 espectadores Árbitro(s): Łukasz Ostrowski |

| 18 de febrero de 2024 | Brasil                                       | 3:2 (t. s.)(1:0 t. s.) | Portugal                      | Dubai Design District Stadium, Dubái                   |                                                        |
| 21:00                 | - Rodrigo 6' - Catarino 18' - Mauricinho 38' | Reporte                | - Bê Martins 27' - Jordan 27' | Asistencia: 3458 espectadores Árbitro(s): Juan Angeles | Asistencia: 3458 espectadores Árbitro(s): Juan Angeles |

| 20 de febrero de 2024 | Omán                              | 2:3     | Portugal                            | Dubai Design District Stadium, Dubái                  |                                                       |
| 17:00                 | - Al Sauti 26' - K. Al Oraimi 36' | Reporte | - Léo Martins 16', 36' - Jordan 20' | Asistencia: 978 espectadores Árbitro(s): Mariano Romo | Asistencia: 978 espectadores Árbitro(s): Mariano Romo |

| 20 de febrero de 2024 | México                                    | 3:4     | Brasil                                                     | Dubai Design District Stadium, Dubái                         |                                                              |
| 21:00                 | - Castillo 1' - Wbias 18' - Maldonado 35' | Reporte | - Edson Hulk 7', 39' (e.t.) - Mauricinho 11' - Alisson 31' | Asistencia: 3458 espectadores Árbitro(s): Francisco Bumedien | Asistencia: 3458 espectadores Árbitro(s): Francisco Bumedien |

## Segunda fase

### Cuadro final
|  | Cuartos de final       | Cuartos de final |             |             | Semifinales   | Semifinales   |             |              | Final         | Final         |  |
|  | 22 de febrero          | 22 de febrero    |             |             | 24 de febrero | 24 de febrero |             |              | 25 de febrero | 25 de febrero |  |
|  |                        |                  |             |             |               |               |             |              |               |               |  |
|  |                        |                  |             |             |               |               |             |              |               |               |  |
|  | Italia                 | 5                |             |             |               |               |             |              |               |               |  |
|  | Italia                 | 5                |             |             |               |               |             |              |               |               |  |
|  | Tahití                 | 2                |             |             |               |               |             |              |               |               |  |
|  | Tahití                 | 2                |             | Italia (p.) | 3 (5)         |               |             |              |               |               |  |
|  |                        |                  |             | Italia (p.) | 3 (5)         |               |             |              |               |               |  |
|  |                        |                  | Bielorrusia | 3 (4)       |               |               |             |              |               |               |  |
|  | Bielorrusia (t.s.)     | 4                | Bielorrusia | 3 (4)       |               |               |             |              |               |               |  |
|  | Bielorrusia (t.s.)     | 4                |             |             |               |               |             |              |               |               |  |
|  | Portugal               | 3                |             |             |               |               |             |              |               |               |  |
|  | Portugal               | 3                |             |             |               |               |             | Italia       | 4             |               |  |
|  |                        |                  |             |             |               |               |             | Italia       | 4             |               |  |
|  |                        |                  | Brasil      | 6           |               |               |             |              |               |               |  |
|  | Irán                   | 2                | Brasil      | 6           |               |               |             |              |               |               |  |
|  | Irán                   | 2                |             |             |               |               |             |              |               |               |  |
|  | Emiratos Árabes Unidos | 1                |             |             |               |               |             |              |               |               |  |
|  | Emiratos Árabes Unidos | 1                |             | Irán        | 2             |               |             | Tercer lugar | Tercer lugar  |               |  |
|  |                        |                  |             | Irán        | 2             |               |             | Tercer lugar | Tercer lugar  |               |  |
|  |                        |                  | Brasil      | 3           |               |               |             |              |               |               |  |
|  | Brasil                 | 8                | Brasil      | 3           |               |               | Bielorrusia | 1            |               |               |  |
|  | Brasil                 | 8                |             |             |               |               | Bielorrusia | 1            |               |               |  |
|  | Japón                  | 4                |             |             |               |               |             |              | Irán          | 6             |  |
|  | Japón                  | 4                |             |             |               |               |             |              | Irán          | 6             |  |
|  |                        |                  |             |             |               |               |             |              |               |               |  |

### Cuartos de final
| 22 de febrero de 2024 | Brasil | 8:4     | Japón                                   | Dubai Design District Stadium, Dubái                   |                                                        |
| 15:30                 | - Alisson 2', 25' - Bruno Xavier 7' - Rodrigo 10' - Filipe Silva 20' - Brendo 20' - Edson Hulk 23' - Catarino 34' | Reporte | - Yamada 27' - Oba 28', 33' - Kawai 29' | Asistencia: 2505 espectadores Árbitro(s): Juan Angeles | Asistencia: 2505 espectadores Árbitro(s): Juan Angeles |

| 22 de febrero de 2024 | Bielorrusia                        | 4:3 (t. s.)(1:0 t. s.) | Portugal                                  | Dubai Design District Stadium, Dubái                       |                                                            |
| 17:00                 | Bryshtel 13', 14', 18' (pen.), 39' | Reporte                | - Algarvio 9' - Jordan 23' - B. Lopes 29' | Asistencia: 2293 espectadores Árbitro(s): Vladimir Tashkov | Asistencia: 2293 espectadores Árbitro(s): Vladimir Tashkov |

| 22 de febrero de 2024 | Irán                          | 2:1     | Emiratos Árabes Unidos | Dubai Design District Stadium, Dubái                    |                                                         |
| 19:30                 | - Masoumi 17' - Mirjalili 23' | Reporte | Abdulla 14'            | Asistencia: 3458 espectadores Árbitro(s): Sérgio Soares | Asistencia: 3458 espectadores Árbitro(s): Sérgio Soares |

| 22 de febrero de 2024 | Italia                                                          | 5:2     | Tahití                     | Dubai Design District Stadium, Dubái                   |                                                        |
| 21:00                 | - Giordani 12', 17' - Bertacca 30' - Josep Jr. 34' - Remedi 35' | Reporte | - Taiarui 3' - Tetauira 3' | Asistencia: 1901 espectadores Árbitro(s): Mariano Romo | Asistencia: 1901 espectadores Árbitro(s): Mariano Romo |

### Semifinales
| 24 de febrero de 2024 | Irán                          | 2:3     | Brasil                                 | Dubai Design District Stadium, Dubái                       |                                                            |
| 18:00                 | - Mirshekari 1' - Masoumi 13' | Reporte | - Alisson 15' (pen.), 27' - Brendo 36' | Asistencia: 3458 espectadores Árbitro(s): Łukasz Ostrowski | Asistencia: 3458 espectadores Árbitro(s): Łukasz Ostrowski |

| 24 de febrero de 2024 | Italia                                          | 3:3 (t. s.)(0:0 t. s.)(5:4 p.) | Bielorrusia                                        | Dubai Design District Stadium, Dubái                      |                                                           |
| 19:30                 | - Josep Jr. 20' - Giordani 24' - Zurlo 31'      | Reporte                        | - Bryshtel 4', 30' - Novikau 9'                    | Asistencia: 3458 espectadores Árbitro(s): Mickie Palomino | Asistencia: 3458 espectadores Árbitro(s): Mickie Palomino |
|                       |                                                 | Tiros desde el punto penal     |                                                    |                                                           |                                                           |
|                       | - Bertacca - Fazzini - Josep Jr. - Alla - Zurlo |                                | - Bryshtel - Hardzetski - Bokach - Drozd - Novikau |                                                           |                                                           |

### Tercer puesto
| 25 de febrero de 2024 | Bielorrusia                                                                        | 1:6     | Irán           | Dubai Design District Stadium, Dubái                      |                                                           |
| 18:00                 | - Mirshekari 2' - Movahed 3' - Moradi 14' - Amiri 14' - Masoumi 20' - Mokhtari 33' | Reporte | Chaikouski 34' | Asistencia: 3333 espectadores Árbitro(s): Aecio Fernández | Asistencia: 3333 espectadores Árbitro(s): Aecio Fernández |

### Final
| 25 de febrero de 2024 | Italia                                                                        | 4:6     | Brasil                                | Dubai Design District Stadium, Dubái                   |                                                        |
| 19:30                 | - Rodrigo 12', 19', 29' - Bruno Xavier 21' - Genovali 23' (a.g.) - Brendo 27' | Reporte | - Genovali 4', 33' - Fazzini 19', 27' | Asistencia: 3458 espectadores Árbitro(s): Juan Angeles | Asistencia: 3458 espectadores Árbitro(s): Juan Angeles |

|                           |
| Bandera de Brasil         |
| Campeón Brasil 6.º título |

## Goleadores
12 goles
- Ihar Bryshtel

7 goles
- Léo Martins
- Mohammad Ali Mokhtari

6 goles
- Rodrigo

5 goles
- Edson Hulk
- Alisson
- Takaaki Oba
- Marco Giordani

4 goles
- Chiky Ardil
- Roonui Tinirauarii
- Hossam Salama
- Jordan Santos
- Josep Jr. Gentilin

3 goles
- Hamid Behzadpour
- Mohammad Masoumi
- Reza Amiri
- Ali Mirshekari
- Esleider Avila
- Khalid Al Oraimi
- Lucas Medero
- Lucas Ponzetti
- Jose Arias
- Amar Samb
- Alessandro Canale

2 goles
- Ramón Maldonado
- Cristofher Castillo
- Manuel Pomar
- Emiliano Holmedilla
- Abdullah Al Sauti
- Yahya Al Muraiki
- Ozu Moreira
- Kosuke Matsuda
- David Ardil
- Kuman
- Abdulla Abbas
- Abbas Ali
- Heimanu Taiarui
- Heirauarii Salem
- Patrick Tepa
- Tearii Labaste
- Moustafa Sasa
- Seyed Mirjalili
- Movahed Mohammadpour
- Mohammad Moradi
- Raoul Mendy
- Mamour Diagne

1 gol
- Héctor Acevedo
- Salomón Wbias
- Diego Martínez
- Axel Rutterschmidt
- Chris Toth
- Conner Rezende
- Austin Collier
- Andres Navas
- Abdulrahman Al Fazari
- Yaqdhan Al Hindasi
- Musallam Al Araimi
- Emmanuele Zurlo
- Fabio Sciacca
- Teaonui Tehau
- Raimana Li Fung Kuee
- Waleed Beshr
- Rashed Eid
- Dona
- Soleiman Batis
- Yusuke Kawai
- Takuya Akaguma
- Naoya Matsuo
- Takahito Yamada
- Ahmed Elshahat
- Elhusseini Taha
- Ousseynou Faye
- Papa Ndoye
- Ninou Diatta
- Moslem Mesigar
- Edu Lopez
- Juan Ossa
- Julio Pantoja

## Premios y reconocimientos

### Balón de Oro
El galardón del «Balón de Oro» es otorgado por la organización al mejor jugador del torneo. También se otorga el «Balón de Plata» y el «Balón de Bronce».
| Jugador       | Selección   |
| Josep Junior  | Italia      |
| Mauricinho    | Brasil      |
| Ihar Bryshtel | Bielorrusia |
| ------------- | ----------- |

### Guante de Oro
El galardón del «Guante de Oro» es otorgado por la organización al mejor portero del evento.
| Jugador    | Selección |
| Tiago Bobô | Brasil    |
| ---------- | --------- |

### Premio Fair Play
El Premio Fair Play de la FIFA distingue al equipo con el mejor registro disciplinario de la competición. 

| Premio Fair Play de la FIFA |
| Portugal                    |
| --------------------------- |

## Tabla general
| Equipo | Equipo                 | Pts | PJ | PG | PG+ | PG++ | PP | GF | GC | Dif | Rend  |
| ------ | ---------------------- | --- | -- | -- | --- | ---- | -- | -- | -- | --- | ----- |
| 1      | Brasil                 | 17  | 6  | 5  | 1   | 0    | 0  | 29 | 18 | +11 | 93,3% |
| 2      | Italia                 | 10  | 6  | 3  | 0   | 1    | 2  | 21 | 14 | +7  | 66,6% |
| 3      | Irán                   | 13  | 6  | 4  | 0   | 1    | 1  | 27 | 17 | +10 | 72,2% |
| 4      | Bielorrusia            | 11  | 6  | 3  | 1   | 0    | 2  | 21 | 18 | +3  | 61,1% |
| 5      | Portugal               | 6   | 4  | 2  | 0   | 0    | 2  | 16 | 11 | +5  | 50%   |
| 6      | Emiratos Árabes Unidos | 6   | 4  | 1  | 1   | 1    | 1  | 6  | 5  | +1  | 50%   |
| 7      | Tahití                 | 6   | 4  | 2  | 0   | 0    | 2  | 14 | 16 | -2  | 50%   |
| 8      | Japón                  | 6   | 4  | 2  | 0   | 0    | 2  | 14 | 17 | -3  | 50%   |
| 9      | Omán                   | 3   | 3  | 1  | 0   | 0    | 2  | 10 | 10 | 0   | 33,3% |
| 10     | Senegal                | 3   | 3  | 1  | 0   | 0    | 2  | 13 | 15 | -2  | 33,3% |
| 11     | Argentina              | 3   | 3  | 1  | 0   | 0    | 2  | 11 | 14 | -3  | 33,3% |
| 12     | Egipto                 | 2   | 3  | 0  | 1   | 0    | 2  | 8  | 12 | -4  | 22,2% |
| 13     | España                 | 0   | 3  | 0  | 0   | 0    | 4  | 13 | 16 | -3  | 0%    |
| 14     | Estados Unidos         | 0   | 3  | 0  | 0   | 0    | 3  | 7  | 11 | -4  | 0%    |
| 15     | Colombia               | 0   | 3  | 0  | 0   | 0    | 3  | 6  | 12 | -6  | 0%    |
| 16     | México                 | 0   | 3  | 0  | 0   | 0    | 3  | 7  | 17 | -10 | 0%    |